# Леда (фонтан, Царское Село)

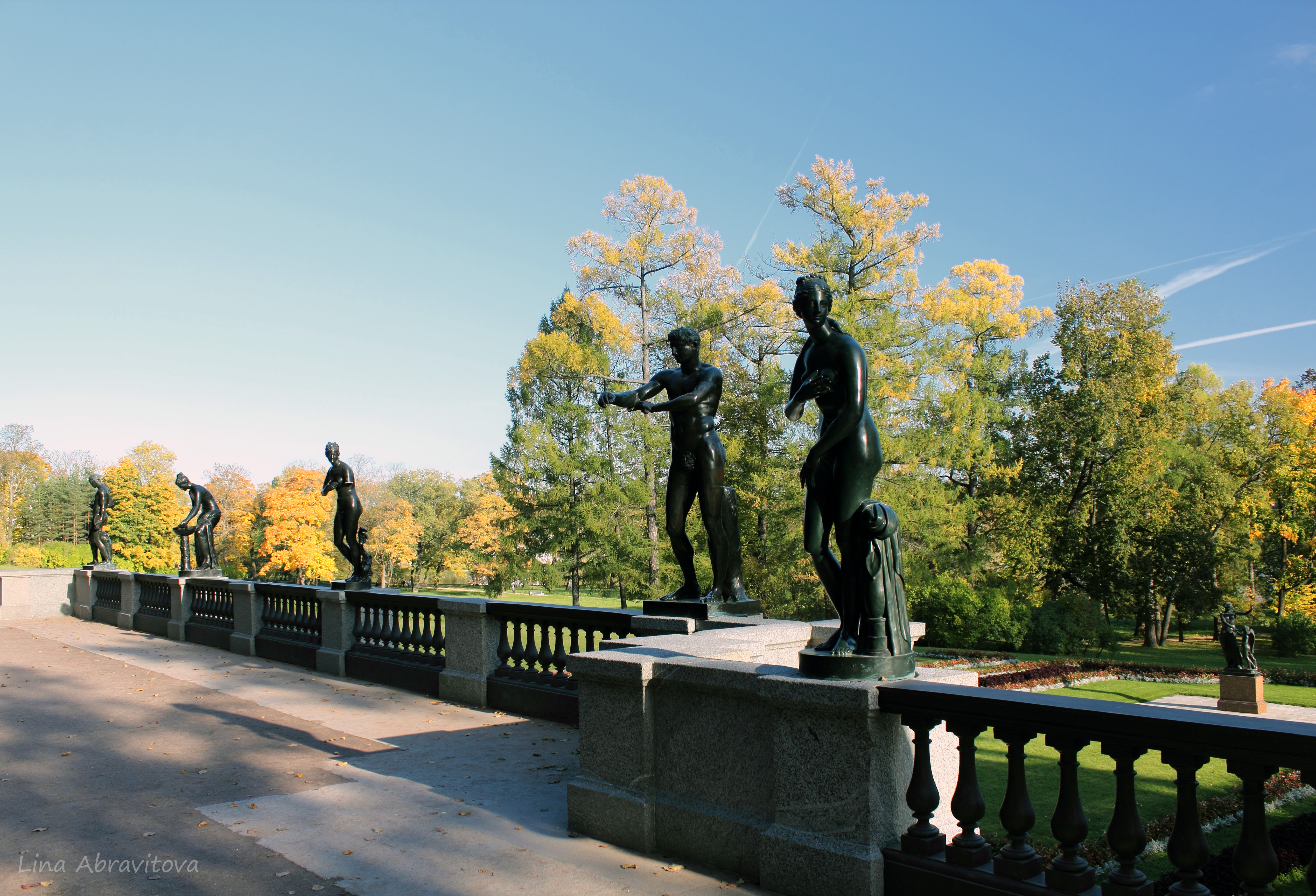
Терраса Руски в настоящее время

Фонтан Леда — фонтан, существовавший в Екатерининском саду Царского Села (ныне город Пушкин).

## История
В небольших гротах по сторонам лестницы Камероновой галереи Екатерининского сада была установлена скульптура из металла на известный сюжет «Леда и лебедь» в виде фонтана неизвестного автора. Во второй половине XIX века «Леда с лебедем» была перенесена, уже не как часть фонтана, а отдельная скульптура на гранитную террасу Руски и простояла там до Великой Отечественной войны.
После начала войны, с целью сохранения произведений искусств Ленинграда, некоторые из них были закопаны в землю. Эту участь постигла и скульптуру «Леда с лебедем». Несмотря на то, что её предварительно покрыли тавотом для сохранения металла от окисления, скульптура разрушилась под воздействием сырости грунта.
Родившийся в Царском Селе Всеволод Рождественский писал:

Чугунная Леда трепещущих крыл

Не отводит от жадного лона.

Здесь Катюшу Бакунину Пушкин любил

У дрожащего золотом клёна…